# Карпухин, Евгений Дмитриевич
Евгений Дмитриевич Карпухин (род. 26 сентября 1973, СССР) — российский дзюдоист, чемпион и призёр чемпионатов России, призёр чемпионата мира среди военнослужащих, победитель и призёр всероссийских и международных турниров. Мастер спорта России международного класса. Выступал в лёгкой (до 71 кг) и полусредней (до 78 кг) весовых категориях. Его наставником был Владимир Щедрухин. На внутрироссийских соревнованиях представлял Красноярский край. Карпухин завершил спортивную карьеру в 2002 году.

## Спортивные результаты
- Чемпионат России по дзюдо 1995 года — ;
- Чемпионат России по дзюдо 1997 года — ;
- Чемпионат России по дзюдо 1998 года — ;
- Чемпионат России по дзюдо 1999 года — ;
- Чемпионат России по дзюдо 2000 года — ;
- Чемпионат России по дзюдо 2002 года — ;